# Discographie de Buckethead

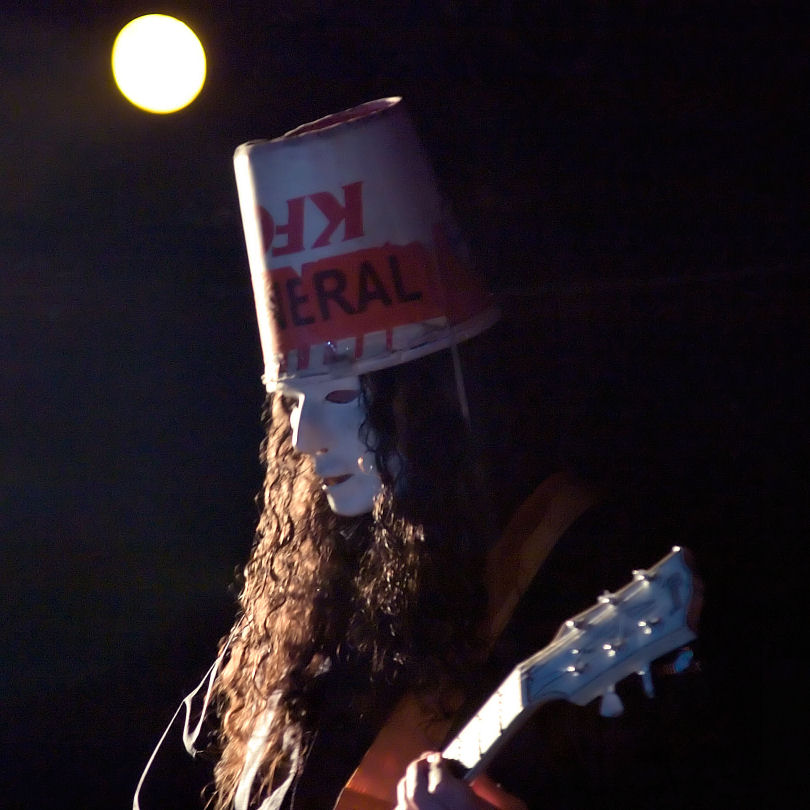
Buckethead.

Cet article présente la discographie de Buckethead.

## Buckethead

### Albums
1. 1992 : Bucketheadland
2. 1994 : Giant Robot
3. 1996 : Day of the Robot
4. 1998 : Colma
5. 1999 : Monsters and Robots
6. 2001 : Somewhere Over the Slaughterhouse
7. 2002 : Funnel Weaver
8. 2002 : Bermuda Triangle
9. 2002 : Electric Tears
10. 2003 : Bucketheadland 2
11. 2004 : Island of Lost Minds
12. 2004 : Population Override
13. 2004 : The Cuckoo Clocks of Hell
14. 2005 : Enter the Chicken
15. 2005 : Kaleidoscalp
16. 2005 : Inbred Mountain
17. 2006 : The Elephant Man's Alarm Clock
18. 2006 : Crime Slunk Scene
19. 2007 : Pepper's Ghost
20. 2007 : Decoding the Tomb of Bansheebot
21. 2007 : Cyborg Slunks
22. 2008 : Albino Slug
23. 2009 : Slaughterhouse on the Prairie
24. 2009 : A Real Diamond in the Rough
25. 2009 : Forensic Follies
26. 2009 : Needle in a Slunk Stack
27. 2010 : Shadows Between the Sky
28. 2010 : Spinal Clock
29. 2010 : Captain Eo's Voyage
30. 2010 : Pike 3 : 3 Foot Clearance
31. 2011 : Pike 1 : It's Alive
32. 2011 : Pike 2 : Empty Space
33. 2011 : Pike 4 : Underground Chamber
34. 2011 : Pike 5 : Look Up There
35. 2012 : Electric Sea
36. 2012 : Pike 6 : Balloon Cement
37. 2012 : Pike 7 : The Shores of Molokai
38. 2012 : Pike 8 : Racks
39. 2012 : Pike 9 : March of the Slunks
40. 2012 : Pike 10 : The Silent Picture Book
41. 2013 : Pike 11 : Forgotten Library
42. 2013 : Pike 12 : Propellar
43. 2013 : Pike 13
44. 2013 : Pike 14 : The Mark of Davis
45. 2013 : Pike 15
46. 2013 : Pike 16 : The Boling Pond
47. 2013 : Pike 17 : The Spirit Winds
48. 2013 : Pike 18
49. 2013 : Pike 19 : Teeter Slaughter
50. 2013 : Pike 20 : Thaw
51. 2013 : Pike 21 : Spiral Trackway
52. 2013 : Pike 22 : Sphere Facade
53. 2013 : Pike 23 : Telescape
54. 2013 : Pike 24 : Slug Cartilage
55. 2013 : Pike 25 : Pancake Heater
56. 2013 : Pike 26 : Worms for the Garden
57. 2013 : Pike 27 : Halls of Dimension
58. 2013 : Pike 28 : Feathers
59. 2013 : Pike 29 : Splatters
60. 2013 : Pike 30 : Mannequin Cemetery
61. 2013 : Pike 31 : Pearson's Square
62. 2013 : Pike 32 : Rise of the Blue Lotus
63. 2013 : Pike 33 : Pumpkin
64. 2013 : Pike 34 : Pikes
65. 2013 : Pike 35 : Thank You Ohlinger's
66. 2013 : Pike 36 : The Pit
67. 2013 : Pike 37 : Hollowed Out
68. 2013 : Pike 38 : It Smells Like Frogs
69. 2013 : Pike 39 : Twisterlend
70. 2013 : Pike 40 : Coat of Charms
71. 2013 : Pike 41 : Wishes
72. 2014 : Pike 42 : Backwards Chimney
73. 2014 : Pike 43
74. 2014 : Pike 44 : You Can't Triple Stamp a Double Stamp
75. 2014 : Pike 45 : The Coats of Claude
76. 2014 : Pike 46 : Rainy Days
77. 2014 : Pike 47 : Roller Coaster Track Repair
78. 2014 : Pike 48 : Hide In The Pickling Jar
79. 2014 : Pike 49 : Monument Valley
80. 2014 : Pike 50 : Pitch Dark
81. 2014 : Pike 51 : Claymation Courtyard
82. 2014 : Pike 52 : Factory
83. 2014 : Pike 53 : City of Ferris Wheels
84. 2014 : Pike 54 : The Frankensteins Monsters Blinds
85. 2014 : Pike 55 : The Miskatonic Scale
86. 2014 : Pike 56 : Cycle
87. 2014 : Pike 57 : Night Gallery
88. 2014 : Pike 58 : Outpost
89. 2014 : Pike 59 : Ydrapoej
90. 2014 : Pike 60 : Footsteps
91. 2014 : Pike 61 : Citacis
92. 2014 : Pike 62 : Outlined for Citacis
93. 2014 : Pike 63 : Grand Gallery
94. 2014 : Pike 64 : Aquarium
95. 2014 : Pike 65 : Hold Me Forever
96. 2014 : Pike 66 : Leave the Light On
97. 2014 : Pike 67 : Abandoned Slaughterhouse
98. 2014 : Pike 68 : Assignment 033-03
99. 2014 : Pike 69
100. 2014 : Pike 70 : Snow Slug
101. 2014 : Pike 71 : Celery
102. 2014 : Pike 72 : Closed Attractions
103. 2014 :  Pike 73 : Final Bend of the Labyrinth
104. 2014 : Pike 74 : Infinity Hill
105. 2014 : Pike 75 : Twilight Constrictor
106. 2014 : Pike 76
107. 2014 : Pike 77 : Bumbyride Dreamlands
108. 2014 : Pike 78
109. 2014 : Pike 79 : Geppetos Trunk
110. 2014 : Pike 80 : Cutout Animatronic
111. 2014 : Pike 81 : Carnival of Cartilage
112. 2014 : Pike 82 : Calamity Cabin
113. 2014 : Pike 83 : Dreamless Slumber
114. 2014 : Pike 84 : Whirlpool
115. 2014 : Pike 85 : Walk in Loset
116. 2014 : Pike 86 : Our Selves
117. 2014 : Pike 87 : Interstellar Slunk
118. 2014 : Pike 88 : Red Pepper Restaurant
119. 2014 : Pike 89 : The Time Travelers Dream
120. 2014 : Pike 90 : Listen for the Whisper
121. 2014 : Pike 91
122. 2014 : Pike 92 : The Splatterhorn
123. 2014 : Pike 93 : Coaster Coat
124. 2014 : Pike 94 : Magic Lantern
125. 2014 : Pike 95 : Northern Lights
126. 2014 : Pike 96 : Yarn
127. 2014 : Pike 97 : Passageways
128. 2014 : Pike 98 : Pilot
129. 2014 : Pike 99 : Polar Trench
130. 2014 : Pike 100 : The Mighty Microscope
131. 2014 : Pike 101 : In the Hollow Hills
132. 2015 : Pike 102 : Sideway Streets
133. 2015 : Pike 103 : Squid Ink Lodge
134. 2015 : Pike 104 : Project Little Man
135. 2015 : Pike 105 : The Moltrail
136. 2015 : Pike 106 : Forest of Bamboo
137. 2015 : Pike 107 : Weird Glows Gleam
138. 2015 : Pike 108 : Collect Itself
139. 2015 : Pike 109 : The Left Panel
140. 2015 : Pike 110 : Wall to Wall Cobwebs
141. 2015 : Pike 111 : Night of the Snow Mole
142. 2015 : Pike 112 : Creaky Doors and Creaky Floors
143. 2015 : Pike 113 : Herbie Theatre
144. 2015 : Pike 114 : Glow in the Dark
145. 2015 : Pike 115 : Marble Monsters
146. 2015 : Pike 116 : Infinity of the Spheres
147. 2015 : Pike 117 : Vacuum
148. 2015 : Pike 118 : Elevator
149. 2015 : Pike 119 : Solar Sailcraft
150. 2015 : Pike 120 : Louzenger
151. 2015 : Pike 121 : Shaded Ray
152. 2015 : Pike 122 : The Other Side of the Dark
153. 2015 : Pike 123 : Scroll of Vegetable
154. 2015 : Pike 124 : Rotten Candy Cane
155. 2015 : Pike 125 : Along the River Bank
156. 2015 : Pike 126 : Tourist
157. 2015 : Pike 127 : Paint to the Tile
158. 2015 : Pike 128 : Tucked Into Dreams
159. 2015 : Pike 129 : Forever Lake
160. 2015 : Pike 130 : Down in the Bayou Part Two
161. 2015 : Pike 131 : Down the Bayou Part One
162. 2015 : Pike 132 : Chamber of Drawers
163. 2015 : Pike 133 : Embroidery
164. 2015 : Pike 134 : Digging Under the Basement
165. 2015 : Pike 135 : Haunted Roller Coaster Chair
166. 2015 : Pike 136 : Firebolt
167. 2015 : Pike 137 : Hideous Phantasm
168. 2015 : Pike 138 : Giant Claw
169. 2015 : Pike 139 : Observation
170. 2015 : Pike 140 : Hats and Glasses
171. 2015 : Pike 141 : Last Call for the E.P. Ripley
172. 2015 : Pike 142 : Nautical Nightmares
173. 2015 : Pike 143 : Blank Bot
174. 2015 : Pike 144 : Scream Sundae
175. 2015 : Pike 145 : Kareem's Footprint
176. 2015 : Pike 146 : Carrotcature
177. 2015 : Pike 147 : Popcorn Shells
178. 2015 : Pike 148 : Invisable Forest
179. 2015 : Pike 149 : Chickencoopscope
180. 2015 : Pike 150 : Heaven is your Home (For my Father, Thomas Manley Carroll)
181. 2015 : Pike 151 : Fog Gardens
182. 2015 : Pike 152 : Carnival Cutouts
183. 2015 : Pike 153 : Whisper Track
184. 2015 : Pike 154 : The Cellar Yawns
185. 2015 : Pike 155 : Ancient Lens
186. 2015 : Pike 156 : Herbie Climbs a Tree
187. 2015 : Pike 157 : Upside Down Skyway
188. 2015 : Pike 158 : Twisted Branches
189. 2015 : Pike 159 : Half Circle Bridge
190. 2015 : Pike 160 : Land of Miniatures
191. 2015 : Pike 161 : Bats in the Lite Brite
192. 2015 : Pike 162 : Four Forms
193. 2015 : Pike 163 : Blue Tide
194. 2015 : Pike 164 : Ghoul
195. 2015 : Pike 165 : Orange Tree
196. 2015 : Pike 166 : Region
197. 2015 : Pike 167 : Shapeless
198. 2015 : Pike 168 : Ognarader
199. 2015 : Pike 169 : The Windowsill
200. 2015 : Pike 170 : Washed Away
201. 2015 : Pike 171 : A Ghost Took My Homework
202. 2015 : Pike 172 : Crest of the Hill
203. 2015 : Pike 173 : The Blob
204. 2015 : Pike 174 : Last House on Slunk Street
205. 2015 : Pike 175 : Quilted
206. 2015 : Pike 176 : 31 Days Til Halloween: Visitor From the Mirror
207. 2015 : Pike 177 : 30 Days Til Halloween: Swollen Glasses
208. 2015 : Pike 178 : 29 Days Til Halloween: Blurmwood
209. 2015 : Pike 179 : 28 Days Til Halloween: The Insides of the Outsides
210. 2015 : Pike 180 : 27 Days Til Halloween: Cavern Guide
211. 2015 : Pike 181 : 26 Days Til Halloween: Bogwitch
212. 2015 : Pike 182 : 25 Days Til Halloween: Window Fragment
213. 2015 : Pike 183 : 24 Days Til Halloween: Screaming Scalp
214. 2015 : Pike 184 : 23 Days Til Halloween: Wax
215. 2015 : Pike 185 : 22 Days Til Halloween: I Got This Costume From the Sears Catalog
216. 2015 : Pike 186 : 21 Days Til Halloween: Cement Decay
217. 2015 : Pike 187 : 20 Days Til Halloween: Forgotten Experiment
218. 2015 : Pike 188 : 19 Days Til Halloween: Light in Window
219. 2015 : Pike 189 : 18 Days Til Halloween: Blue Squared
220. 2015 : Pike 190 : 17 Days Til Halloween: 1079
221. 2015 : Pike 191 : 16 Days Til Halloween: Cellar
222. 2015 : Pike 192 : 15 Days Til Halloween: Grotesques
223. 2015 : Pike 193 : 14 Days Til Halloween: Voice From the Dead Forest
224. 2015 : Pike 194 : 13 Days Til Halloween: Maple Syrup
225. 2015 : Pike 195 : 12 Days Til Halloween: Face Sling Shot
226. 2015 : Pike 196 : 11 Days Til Halloween: Reflection
227. 2015 : Pike 197 : 10 Days Til Halloween: Residue
228. 2015 : Pike 198 : 9 Days Til Halloween: Eye on Spiral
229. 2015 : Pike 199 : 8 Days Til Halloween: Flare Up
230. 2015 : Pike 200 : 7 Days Til Halloween: Cavernous
231. 2015 : Pike 201 : 6 Days Til Halloween: Underlair
232. 2015 : Pike 202 : 5 Days Til Halloween: Scrapbook Front
233. 2015 : Pike 203 : 4 Days Til Halloween: Silent Photo
234. 2015 : Pike 204 : 3 Days Til Halloween: Crow Hedge
235. 2015 : Pike 205 : 2 Days Til Halloween: Cold Frost
236. 2015 : Pike 206 : Happy Halloween: Silver Shamrock
237. 2015 : Pike 207 : 365 Days Til Halloween: Smash
238. 2015 : Pike 208 : The Wishing Brook
239. 2015 : Pike 209 : Rooms of Illusions
240. 2015 : Pike 210 : Sunken Parlor
241. 2015 : Pike 211 : Screen Door
242. 2015 : Pike 212 : Hornet
243. 2015 : Pike 213 : Crumple
244. 2015 : Pike 214 : Trace Candle
245. 2015 : Pike 215 : Teflecter
246. 2015 : Pike 216 : Wheels of Ferris
247. 2015 : Pike 217 : Pike Doors
248. 2015 : Pike 218 : Old Toys
249. 2015 : Pike 219 : Rain Drops on Christmas
250. 2016 : Pike 220 : Mirror Realms
251. 2016 : Pike 221 : Cove Cloud
252. 2016 : Pike 222 : Out of the Attic
253. 2016 : Pike 223 : Dragging the Fence
254. 2016 : Pike 224 : Buildor
255. 2016 : Pike 225 : Florrmat
256. 2016 : Pike 226 : Happy Birthday MJ 23
257. 2016 : Pike 227 : Arcade of the Deserted
258. 2016 : Pike 228 : The Creaking Stairs
259. 2016 : Pike 229 : Cabs
260. 2016 : Pike 230 : Rooftop
261. 2016 : Pike 231 : Drift
262. 2016 : Pike 232 : Lightboard
263. 2016 : Pike 233 : 22222222
264. 2016 : Pike 234 : Coupon
265. 2016 : Pike 235 : Oneiric Pool
266. 2016 : Pike 236 : Castle on Slunk Hill
267. 2016 : Pike 237 : The Five Blocks
268. 2016 : Pike 238 : Attic Garden
269. 2016 : Pike 239 : The Mermaid Stairwell
270. 2016 : Pike 240 : Chart
271. 2016 : Pike 241 : Sparks in the Dark
272. 2016 : Pike 242 : Hamdens Hollow
273. 2016 : Pike 243 : Santa's Toy Workshop
274. 2017 : Pike 244 : Out Orbit
275. 2017 : Pike 245 : Space Viking
276. 2017 : Pike 246 : Nettle
277. 2017 : Pike 247 : Rivers in the Seas
278. 2017 : Pike 248 : Adrift in Sleepwakefulness
279. 2017 : Pike 249 : The Moss Lands
280. 2017 : Pike 250 : 250
281. 2017 : Pike 251 : Waterfall Cove
282. 2017 : Pike 252 : Bozo in the Labyrinth
283. 2017 : Pike 253 : Coop Erstown
284. 2017 : Pike 254 : Woven Twigs
285. 2017 : Pike 255 : Abominable Snow Scalp
286. 2017 : Pike 256 : Meteor Firefly Net
287. 2017 : Pike 257 : Blank Slate
288. 2017 : Pike 258 : Echo
289. 2017 : Pike 259 : Undersea Dead City
290. 2017 : Pike 260 : Ferry to the Island of Lost Minds
291. 2017 : Pike 261 : Portal to the Red Waterfall
292. 2017 : Pike 262 : Nib Y Nool
293. 2017 : Pike 263 : Glacier
294. 2017 : Pike 264 : Poseidon
295. 2017 : Pike 265 : Ride Operator Q Bozo
296. 2017 : Pike 266 : Far
297. 2017 : Pike 267 : Thoracic Spine Collapser
298. 2017 : Pike 268 : Sonar Rainbow
299. 2017 : Pike 269 : Decaying Parchment
300. 2017 : Pike 270 : A3
301. 2017 : Pike 271 : The Squaring of the Circle
302. 2017 : Pike 272 : Coniunctio
303. 2017 : Pike 273 : Guillotine Furnace
304. 2018 : Bucketheadland 5-13 10 31
305. 2018 : Pike 274 : Fourneau Cosmique
306. 2018 : Pike 275 : Dreamthread
307. 2020 : Pike 276 : Healing Inside Outside Every Side
308. 2020 : Pike 277 : Division Is the Devil's Playground
309. 2020 : Pike 278 : Unexpected Journeys
310. 2020 : Pike 279 : Skeleton Keys
311. 2020 : Pike 280 : In Dreamland
312. 2020 : Pike 281 : The Sea Remembers Its Own
313. 2020 : Pike 282 : Toys R Us Tantrums
314. 2020 : Pike 283 : Once Upon a Distant Plane
315. 2020 : Pike 284 : Through the Looking Garden
316. 2020 : Pike 285 : The Stone of Folly
317. 2021 : Pike 286 : Nautical Twilight
318. 2021 : Pike 287 : Electrum
319. 2021 : Pike 288 : Liminal Monorail
320. 2021 : Pike 289 : Pike 289
321. 2021 : Pike 290 : Pike 290
322. 2021 : Pike 291 : Fogray
323. 2021 : Pike 292 : Galaxies
324. 2021 : Pike 293 : Oven Mitts
325. 2021 : Pike 294 : Warp Threads
326. 2021 : Pike 295
327. 2021 : Pike 296 : Ghouls of the Graves
328. 2021 : Pike 297 : Fork
329. 2021 : Pike 298 : Robes of Citrine
330. 2021 : Pike 299 : Thought Pond
331. 2021 : Pike 300 : Quarry
332. 2021 : Pike 301 : The Chariot of Saturn
333. 2021 : Pike 302 : Cyborgs Robots & More
334. 2022 : Pike 303 : Castle of Franken Berry
335. 2022 : Pike 304 : Rainbow Tower
336. 2022 : Pike 305 : Two Story Hourglass
337. 2022 : Pike 306 : The Toy Cupboard
338. 2022 : Pike 307 : Mercury Beak
339. 2022 : Pike 308 : Theater of the Disembodied

### Éditions spéciales
- 2001 : KFC Skin Piles
- 2007 : Acoustic Shards
- 2007 : In Search of The (coffret de 13 CD)
- 2008 : From the Coop

### Démos
- 1991 : Giant Robot
- 1991 : Bucketheadland Blueprints

### Albums non parus
- Buckethead Plays Disney
- Super Diorama Theater
- Warm Regards (with Brain and Melissa Reese)

## Groupes et projets
Arcana
- 1997 : Arc of the Testimony

Brain and Buckethead
- 2007 : Kevin's Noodle House
- 2010 : Brain as Hamenoodle

Buckethead and Travis Dickerson
- 2006 : Chicken Noodles
- 2007 : Chicken Noodles II
- 2010 : Left Hanging

Buckethead, Brain and Melissa
- 2010 : Best Regards
- 2010 : Kind Regards

Buckethead, Travis Dickerson and Brain
- 2008 : The Dragons of Eden

Cobra Strike
- 1999 : 13th Scroll
- 2000 : Cobra Strike II: Y, Y+B, X+Y <hold> ←

Colonel Claypool's Bucket of Bernie Brains
- 2004 : The Big Eyeball in the Sky

Cornbugs
- 1999 : Spot the Psycho
- 2001 : Cemetery Pinch
- 2001 : How Now Brown Cow
- 2004 : Brain Circus
- 2004 : Donkey Town
- 2005 : Rest Home for Robots
- 2005 : Skeleton Farm
- 2006 : Celebrity Psychos

Death Cube K
- 1994 : Dreamatorium
- 1997 : Disembodied
- 1999 : Tunnel
- 2007 : DCK
- 2007 : Monolith
- 2009 : Torn from Black Space

Deli Creeps
- 1991 : Deli Creeps Demo Tape 1991
- 1996 : Deli Creeps Demo Tape 1996
- 2005 : Dawn of the Deli Creeps

El Stew
- 1999 : No Hesitation
- 2003 : The Rehearsal

Frankenstein Brothers
- 2008 : Bolt on Neck

Giant Robot
- 1996 : Giant Robot

Gorgone
- 2005 : Gorgone

Pieces
- 1997 : I Need 5 Minutes Alone

Praxis
- 1992 : Transmutation (Mutatis Mutandis)
- 1994 : Sacrifist
- 1994 : Metatron
- 1997 : Live in Poland
- 1997 : Transmutation Live
- 1998 : Collection
- 1999 : Warszawa
- 2006 : Zurich
- 2007 : Tennessee 2004
- 2008 : Profanation (Preparation for a Coming Darkness)

Science Faxtion
- 2009 : Living On Another Frequency

Shin Terai / Shine / Shine.E
- 2001 : Unison
- 2004 : Heaven and Hell
- 2007 : Light Years

Thanatopsis / A Thanatopsis
- 2001 : Thanatopsis
- 2003 : Axiology
- 2006 : Anatomize

Zillatron
- 1993: Lord of the Harvest

## Collaborations
Alix Lambert et Travis Dickerson
- 2008 : Running After Deer

Anton Fier
- 1993 : Dreamspeed
- 2003 : Blindlight 1992-1994

Axiom Ambient
- 1994 : Lost in the Translation

Axiom Funk
- 1995 : Funkcronomicon
- 1995 : If 6 Was 9 (single)

Banyan
- 1999 : Anytime at All

Bassnectar
- 2005 : Mesmerizing the Ultra

Bastard Noise
- 1998 : Split W/Spastic Colon

Ben Wa
- 1999 : Devil Dub

Bernie Worrell
- 1993 : Pieces of Woo: The Other Side
- 1997 : Free Agent: A Spaced Odyssey

Bill Laswell
- 2001 : Points of Order

Bootsy Collins
- 2006 : Christmas is 4 Ever

Buckshot LeFonque
- 1995 : No Pain No Gain

Company 91
- 1991 : Company 91 Volume 1
- 1991 : Company 91 Volume 2
- 1991 : Company 91 Volume 3

Divination
- 1993 : Ambient Dub Volume 1

DJ Q-Bert
- 1998 : Wave Twisters

Double E
- 2000 : Audio Men

Fishbone's Family Nexperience
- 2002 : The Friendliest Psychosis...

Freekbass
- 2003 : The Air is Fresher Underground
- 2008 : Junkyard Waltz

Gemini
- 2003 : Product of Pain

Gigi
- 2006 : Gold and Wax

Gonervill
- 2001 : Gonervill

Guns N' Roses
- 2008 : Chinese Democracy

Hakim Bey
- 1994 : T.A.Z. (Temporary Autonomous Zone)

Henry Kaiser
- 1991 : Hope You Like Our New Direction

Icehouse
- 1993 : Big Wheel
- 1993 : Full Circle

Jonas Hellborg et Michael Shrieve
- 1995 : Octave Of The Holy Innocents

Jon Hassell et le groupe Blue Screen
- 1994 : Dressing for Pleasure

Julian Shnabel
- 1995 : Every Silver Lining Has a Cloud

MCM and the Monster
- 1993 : Collective Emotional Problems

Meridiem
- 2004 : A Pleasant Fiction

Method Of Defiance
- 2007 : Inamorata

Myth
- 1996 : Dreams of the World

Phonopsychograph Disk
- 1998 : Ancient Termites
- 1999 : Live @ Slim's/Turbulence Chest
- 1999 : Unreleased

Psyber Pop
- 1993 : What? So What?

Refrigerator
- 1997 : Refrigerator
- 1997 : Somehow

The Freak Brothers
- 2001 : The Freak Brothers

Tony Furtado Band
- 2000 : Tony Furtado Band

Valis II
- 1997 : Everything Must Go

Viggo Mortensen
- 1999 : One Less Thing to Worry About
- 1999 : The Other Parade
- 1999 : One Man's Meat
- 2003 : Pandemoniumfromamerica
- 2004 : Please Tomorrow
- 2004 : This, That and the Other
- 2005 : Intelligence Failure
- 2008 : At All
- 2013 : Acá
- 2016 : Seventeen Odd Songs
- 2018 : Godzilla Sleeps Alone

Will Ackerman
- 1992 : The Opening of Doors

## Compilations
Il s'agit de compilations dans lesquelles on retrouve des morceaux interprétés par Buckethead.
- 1996 : Alien Ambient Galaxy
- 1997 : Guitar Zone
- 1997 : L'univers de la new age - le meilleur des labels Narade et Higher Octave
- 1997 : Guitars on Mars
- 1998 : Night and Day
- 1998 : Guitarisma 2
- 1998 : Great Jewish Music: Marc Bolan
- 1998 : New Yorker Out Loud: Volume 2
- 1999 : Crash Course in Music
- 1999 : Horizons
- 1999 : Music for the New Millennium
- 2001 : Innerhythmic Sound System
- 2001 : Bomb Anniversary Collection
- 2002 : Guitars for Freedom
- 2002 : The Meta Collection
- 2002 : Scratch: The Film
- 2002 : Urban Revolutions
- 2005 : Blue Suenos

## Bandes originales
Il s'agit de bandes originales de films, de séries télévisées ou de jeux vidéo auxquels a participé Buckethead.
- 1993 : Last Action Hero
- 1995 : Mortal Kombat
- 1996 : Stealing Beauty
- 1997 : Beverly Hills Ninja
- 1997 : Mortal Kombat 2: Annihilation
- 1999 : Mighty Morphin Power Rangers
- 2001 : Ghosts of Mars
- 2001 : Dragon Ball Z: The History of Trunks
- 2005 : Masters of Horror
- 2005 : Saw 2
- 2006 : Guitar Hero II
- 2006 : The Longest Yard
- 2001 : Exorsist Theme